# Plagiochila patula
Plagiochila patula là một loài rêu tản trong họ Plagiochilaceae. Loài này được (Sw.) Lindenb. miêu tả khoa học lần đầu tiên năm 1839.